# Армени (Сибињ)
Армени (рум. Armeni) насеље је у Румунији у округу Сибињ у општини Лоамнеш. Oпштина се налази на надморској висини од 362 m.

## Становништво
Према подацима из 2002. године у насељу је живело 680 становника, од којих су сви румунске националности.